# Mihai Tudose

Mihai Tudose (2024)

Mihai Tudose (geboren 6. März 1967 in Brăila) ist ein rumänischer Politiker (PSD, PRO). Er war vom 29. Juni 2017 bis zum 16. Januar 2018 Ministerpräsident von Rumänien. Seit Juli 2019 ist er Mitglied des Europäischen Parlaments.

## Leben
Mihai Tudose studierte von 1991 bis 1995 Jura und Verwaltungswissenschaften an der Christlichen Universität „Dimitrie Cantemir“. An seinem Promotionsverfahren an einer Hochschule des Rumänischen Informationsdienstes (SRI) entzündete sich 2015 ein Plagiatsvorwurf, sodass Tudose den Antrag auf Erteilung des Doktorgrades zurückzog.
Tudose ist seit 1992 Mitglied der Partei PDSR und deren Nachfolgerin PSD. Seit dem Jahr 2000 ist er für die Partei Abgeordneter der Rumänischen Abgeordnetenkammer. Er war im Kabinett Ponta IV vom 17. Dezember 2014 bis 4. November 2015 Wirtschaftsminister und hatte dasselbe Amt seit Februar 2017 im Kabinett Grindeanu inne. Im Juni 2017 wurde er als Nachfolger von Sorin Grindeanu zum Ministerpräsidenten gewählt. Das rumänische Parlament sprach der neuen Regierung am 29. Juni 2017 das Vertrauen aus. Das Kabinett Tudose bestand aus 27 Mitgliedern. 
Am 15. Januar 2018 kündigte er seinen Rücktritt an, nachdem er von seiner Partei keine politische Unterstützung mehr bekam. Auch Vizepremier Marcel Ciolacu kündigte seinen Rücktritt an. Im Januar 2019 verließ Tudose die PSD und trat der von Victor Ponta gegründeten Partei PRO România bei. Für PRO wurde er in das Europäische Parlament gewählt. Im Januar 2020 wechselte er wieder zur PSD zurück.